# Magnolia figlarii
Magnolia figlarii este o specie de plante din genul Magnolia, familia Magnoliaceae, descrisă de Venkatachalam Sampath Kumar. Conform Catalogue of Life specia Magnolia figlarii nu are subspecii cunoscute.